# Tour Cycliste Féminin International de l'Ardèche
O Tour Cycliste Féminin International de l'Ardèche (em espanhol: Tour Ciclista Internacional de Ardèche) é uma competição de ciclismo feminina profissional por etapas francesa que se disputa no departamento de Ardèche, no mês de setembro.
Criou-se em 2003 e desde o 2005 é profissional de categoria 2.2 (última categoria do profissionalismo). Até 2006 chamou-se oficialmente Tour Cycliste Féminin Ardèche Sud Rhône-Alpes. O seu número de etapas tem subido progressivamente até as 7 actuais estabelecidas desde o 2011 convertendo-se assim numa das poucas corridas femininas com mais de 5 dias de duração já que só a iguala nesse aspecto o Volta a Turíngia feminino, La Route de France e o Boels Rental Ladies Tour (que só às vezes têm 7) e a supera o Giro de Itália Feminino, todas elas de maior categoria.

## Palmarés
| Ano                                                          | Vencedor                  | Segundo                | Terceiro                 |
| ------------------------------------------------------------ | ------------------------- | ---------------------- | ------------------------ |
| edições amador Tour Cycliste Féminin Ardèche Sud Rhône-Alpes |                           |                        |                          |
| 2003                                                         | Edita Pučinskaitė         | Modesta Vžesniauskaitė | Sigrid Corneo            |
| 2004                                                         | Élisabeth Chevanne-Brunel | Béatrice Thomas        | Uênia Fernandes          |
| edições profissionais                                        |                           |                        |                          |
| 2005                                                         | Edita Pučinskaitė         | Kristin Armstrong      | Daiva Tušlaitė           |
| 2006                                                         | Edita Pučinskaitė         | Tatiana Guderzo        | Clemilda Fernandes       |
| Tour Cycliste Féminin International de l'Ardèche             |                           |                        |                          |
| 2007                                                         | María Isabel Moreno       | Emma Pooley            | Susanne Ljungskog        |
| 2008                                                         | Amber Neben               | Fabiana Luperini       | Katheryn Curi            |
| 2009                                                         | Kristin Armstrong         | Grace Verbeke          | Lizzie Armitstead        |
| 2010                                                         | Vicki Whitelaw            | Sharon Laws            | Ruth Corset              |
| 2011                                                         | Emma Pooley               | Ashleigh Moolman Pasio | Christel Ferrier-Bruneau |
| 2012                                                         | Emma Pooley               | Ashleigh Moolman Pasio | Tayler Wiles             |
| 2013                                                         | Tatiana Antoshina         | Ashleigh Moolman Pasio | Karol-Ann Canuel         |
| 2014                                                         | Linda Villumsen           | Tayler Wiles           | Edwige Pitel             |
| 2015                                                         | Tayler Wiles              | Lauren Stephens        | Rossella Ratto           |
| 2016                                                         | Flávia Oliveira           | Anna Kiesenhofer       | Edwige Pitel             |
| 2017                                                         | Lucy Kennedy              | Hanna Nilsson          | Leah Thomas              |
| 2018                                                         | Katarzyna Niewiadoma      | Mavi García            | Eider Merino             |
| 2019                                                         | Marianne Vos              | Clara Koppenburg       | Eider Merino             |
| 2020                                                         | Lauren Stephens           | Mavi García            | Anna Kiesenhofer         |
| 2021                                                         | Leah Thomas               | Mavi García            | Ane Santesteban          |
| 2022                                                         | Antonia Niedermaier       | Loes Adegeest          | Paula Patiño             |
| 2023                                                         | Marta Cavalli             | Erica Magnaldi         | Anastasiya Kolesava      |
| 2024                                                         | Thalita de Jong           | Marion Bunel           | Monica Trinca Colonel    |
| 2025                                                         |                           |                        |                          |

## Palmarés por países
| País           | Vitórias |
| -------------- | -------- |
| Lituânia       | 3        |
| Estados Unidos | 3        |
| Reino Unido    | 2        |
| Austrália      | 2        |
| França         | 1        |
| Espanha        | 1        |
| Nova Zelândia  | 1        |
| Brasil         | 1        |
| Polónia        | 1        |
| Países Baixos  | 1        |